# くおん…
『くおん…』は、川島博幸の漫画作品。週刊少年ジャンプにて1986年42号から1986年52号まで連載された。全11話。全2巻（ジャンプスーパーコミックス・創美社刊）。後にジャンプコミックスデラックス（全1巻・集英社刊）に再収録。

## あらすじ
幼馴染みの真と麻琴は、互いの親同士の再婚によって、同級生の兄妹になった。理乃や悠矢や猛田らを巻き込み、中学生たちの恋愛模様が展開する。

## 主な登場人物
久遠真（くおんまこと）
主人公の少年。竜男に毎朝プロレスで鍛えられていて、運動神経の潜在能力は高い。クラスメートの理乃に想いを寄せる。
久遠麻琴（くおんまこと）
ヒロイン。真の幼馴染みでクラスメート。バスケ部所属。母の麻美が竜男と再婚したため、真の妹として同居することになった。旧姓/香瀬(こうせ)。真に想いを寄せる。
綾瀬理乃（あやせりの）
真、麻琴のクラスメート。演劇部に所属する、学年のマドンナ。真の初恋相手で、実は理乃も真に想いを寄せていて、二人は付き合うようになる。
猛田（たけだ）
真の悪友でクラスメート。真の運動神経の高さを見抜いていた。麻琴に想いを寄せる。
紅御悠矢（くおんゆうや）
真、麻琴の隣（旧香瀬家？）に越してきて、クラスメートになる。美形で、サッカー全国大会最優秀選手賞に輝いた経歴を持つ。理乃に想いを寄せる。
久遠竜男（くおんたつお）
真の実父。スポーツインストラクター。前妻（真の実母）は交通事故で亡くしている。
久遠麻美（くおんあさみ）
麻琴の実母。前夫（麻琴の実父）が亡くなった際、母親として生きる決意を固め涙を堪えた気丈な女性。再婚までの間どのようにして生活の糧を得ていたかは不明。
長谷部（はせべ）
サッカー部キャプテン。悠矢をサッカー部にスカウトした。
綾瀬剛（あやせたけし）
理乃の父方の祖父。綾瀬家のメイドだった理乃の母が一人息子のいさおをたぶらかしたと信じ恨んでいる。
架雅羅（かがら）
剛に仕える執事。

## 背景
作者の初連載作品となった。打切りのためかジャンプコミックスでの単行本化が叶わず、ジャンプスーパーコミックスでの発刊となったが、ページ不足のため、1巻、2巻それぞれに読切作品を同時収録し補完している。